# Die bleierne Zeit
Die bleierne Zeit ist ein Spielfilm der deutschen Regisseurin Margarethe von Trotta aus dem Jahr 1981. Das Drama lehnt sich an die Biografien der beiden Schwestern Christiane und Gudrun Ensslin an. Christiane Ensslin war als politisch aktive Journalistin und streitbare Frauenrechtlerin eine der Mitbegründerinnen der Zeitschrift Emma; ihre Schwester schloss sich der Rote Armee Fraktion (RAF) an und war später an vier Morden beteiligt. Der Film basiert auf einem Drehbuch von Trotta und war ihr internationaler Durchbruch: Für Die bleierne Zeit wurde sie als erste Filmemacherin mit dem Goldenen Löwen, dem Hauptpreis der Filmfestspiele von Venedig, ausgezeichnet. Der Film startete am 25. September 1981 in den bundesdeutschen Kinos.

## Handlung
Die beiden Schwestern Juliane und Marianne wachsen im Westdeutschland der Nachkriegsjahre, der titelgebenden bleiernen Zeit, in einer evangelischen Pfarrersfamilie auf. Marianne ist sanft und still, Juliane hingegen rebellisch. Im Schatten des autoritären Vaters und der grausamen politischen Vergangenheit gehen beide in den folgenden Jahrzehnten unterschiedliche Wege. Beide setzen sich innerhalb der Studentenbewegung für gesellschaftliche Veränderungen ein. Marianne führt eine Beziehung zu einem verstörten Intellektuellen, der nach der Trennung in den Selbstmord flüchtet. Zum Wendepunkt wird für die Schwestern die 68er-Bewegung. Marianne verschwindet im terroristischen Untergrund und sieht Mord und Gewalt als letztes Mittel für Veränderung an, nicht so Juliane, die sich dagegen in der politischen Kleinarbeit engagiert. Sie setzt sich für die Frauenemanzipation ein, organisiert Demonstrationen für den legalen Schwangerschaftsabbruch und arbeitet als Redakteurin einer Frauenzeitschrift.
Eines Tages wird Marianne von der Polizei gefasst und landet in Isolationshaft. Juliane steht ihrer Schwester bei und ist die Einzige, die sie besucht. In Gesprächen nähern sich beide langsam wieder einander an, stoßen auf Gemeinsamkeiten und Unterschiede und reflektieren Kindheitserlebnisse. Als Juliane einen Urlaub in Italien verbringt, erreicht sie die Nachricht vom Tod Mariannes, die angeblich Selbstmord begangen haben soll. Bei der Leichenschau erleidet sie einen Nervenzusammenbruch und, gemeinsam mit ihrem Vater, kommen ihr bald Zweifel an der offiziellen Todesursache. Auf der Suche nach Beweisen dafür durchlebt Juliane den Leidensweg der Schwester. Sie stößt auf Indizien, die den Selbstmord in Frage stellen, aber diese interessieren die Öffentlichkeit nicht mehr. Juliane nimmt sich in der Folge des kleinen Sohnes ihrer Schwester Marianne an. Der Waisenjunge ist selbst Opfer kleinbürgerlichen Mobs geworden und zerreißt am Ende des Films ein Bild seiner verstorbenen Mutter. „Du hast Unrecht“, sagt daraufhin Juliane. „Deine Mutter war eine außergewöhnliche Frau. […] Ich werde dir von ihr erzählen.“ Zuletzt fordert der Junge: „Ich muss aber alles wissen. Fang an...fang an!“

## Der Titel
Den Titel des Films entnahm von Trotta dem Hölderlin-Gedicht Der Gang aufs Land. An Landauer. Sie wollte damit nicht die 1970er-Jahre terroristischer Gewalt kennzeichnen,
„sondern die Atmosphäre der Fünfzigerjahre. Der Film beschreibt ja den Werdegang der Schwestern, ihre Kindheit und Jugend in der Nachkriegszeit, das ist meine Generation. Ich habe mich da auch selbst beschrieben, meine Empfindung, in den Fünfzigern wie unter einem bleiernen Himmel gelebt zu haben, unter einer Bleikappe des Schweigens. Man spürte, da war etwas in der Vergangenheit, im Krieg, aber wir wurden darüber nicht aufgeklärt. Aus diesem Unwissen wollten wir ausbrechen. Das war ja auch ein Auslöser für die erste RAF-Generation, zu den Mitteln der Gewalt zu greifen.“
In Italien, wo der Film bei den Internationalen Filmfestspielen von Venedig 1981 seine Uraufführung erlebte, bezog man den übersetzten Titel Anni di piombo (wörtlich: Jahre/Zeit des Bleis) auf die Projektile, mit denen bewaffnete Extremisten – in Italien vor allem die Brigate Rosse – bei ihren Aktionen um sich schossen. Diese Bedeutungsverschiebung hin zu den Jahren terroristischer Gewalt fand dementsprechend beim französischen années de plomb und letztlich auch beim deutschen Originaltitel Die bleierne Zeit statt, die alle in dieser Bedeutung zum geflügelten Wort wurden. Im englischen Sprachraum wurde hingegen der Titel Marianne and Juliane, in Großbritannien und Nordirland auch The German Sisters benutzt.

„Komm! ins Offene, Freund! zwar glänzt ein Weniges heute
Nur herunter und eng schließet der Himmel uns ein.
Weder die Berge sind noch aufgegangen des Waldes
Gipfel nach Wunsch und leer ruht von Gesange die Luft.
Trüb ists heut, es schlummern die Gäng und die Gassen und fast will
Mir es scheinen, es sei, als in der bleiernen Zeit.
[…]“

## Hintergründe
Bei einem evangelischen Jugendabend führt der Vater der Schwestern den zur damaligen Zeit in Westdeutschland äußerst umstrittenen Film Nacht und Nebel von Alain Resnais vor. Für Juliane und Marianne ist dieser Film ein politisches Erweckungserlebnis.

## Kritiken
„Eine Mischung aus politisch-theoretischem Planspiel und psychologischem Melodram, das an Hand einer subjektiv beleuchteten Schwesternbeziehung das Problem des politischen Widerstands zu behandeln versucht. Trotz der Parteilichkeit – die ‚andere Seite‘ des Terrorismus, die der Opfer, wird völlig ausgespart – ein thematisch wichtiger, diskussionswerter Beitrag zum Problem des Terrorismus.“

„,Die bleierne Zeit‘ ist ein Film, der niemanden ins Recht und niemanden ins Unrecht setzt, er ist eine von der Regisseurin und den Darstellern intuitiv nachempfundene Tragödie, eine Tragödie freilich, die nicht überirdische Himmelsmächte gewebt haben.“

## Rezeption
- Wie Renate Möhrmann schreibt, erhielt der Film durch den Gewinn des Goldenen Löwen der Filmfestspiele 1981 in Venedig als erster einer Frau „internationale Aufmerksamkeit“. Nach Möhrmann gehört er zu den um 1980 in der Bundesrepublik entstandenen sogenannten „Frauenfilmen“, die die „nicht reduzierte Frau aus dem Stoff der Frauenphantasien“ zeigen.[9]
- Der Film gab Doris Hays den Anstoß, „aus dem Wort und dem Gefühl NEIN“ ihre Komposition Celebration of No (1983) „zu entwickeln“.[10]

## Trivia
- Im Film besucht Juliane mehrmals ihre Schwester Marianne in einem Gefängnis auf dem Lande, dessen Name nicht genannt wird. Als Kulisse hierfür diente zum Teil die Justizvollzugsanstalt Butzbach in Hessen. Vor dem ersten Besuch sieht man Juliane auf der Landesstraße L 3135 in Richtung der Burg Münzenberg fahren, ostwärts vom Münzenberger Nachbarort Rockenberg herkommend, um anschließend bei der mehrere Kilometer westlich davon liegenden JVA Butzbach anzukommen.
- Der Schauspieler und Synchronsprecher Rolf Schult (Standardstimme von Robert Redford und Anthony Hopkins) hat gegen Ende des Films einen Kurzauftritt am Telefon.
- Ein geheimes Treffen der beiden Schwestern in Berlin, vor der Verhaftung Mariannes, wurde im Kreuzberger Lapidarium gedreht. Dort läuft Juliane zunächst in der Außenanlage an den Figuren der ehemaligen Siegesallee aus dem Großen Tiergarten vorbei. Die Figuren wurden bis 2009 im Lapidarium zwischengelagert und dann in die Zitadelle Spandau verbracht, wo sie seit 2016, nach einer Restaurierung, in einer Dauerausstellung zu sehen sind.

## Auszeichnungen

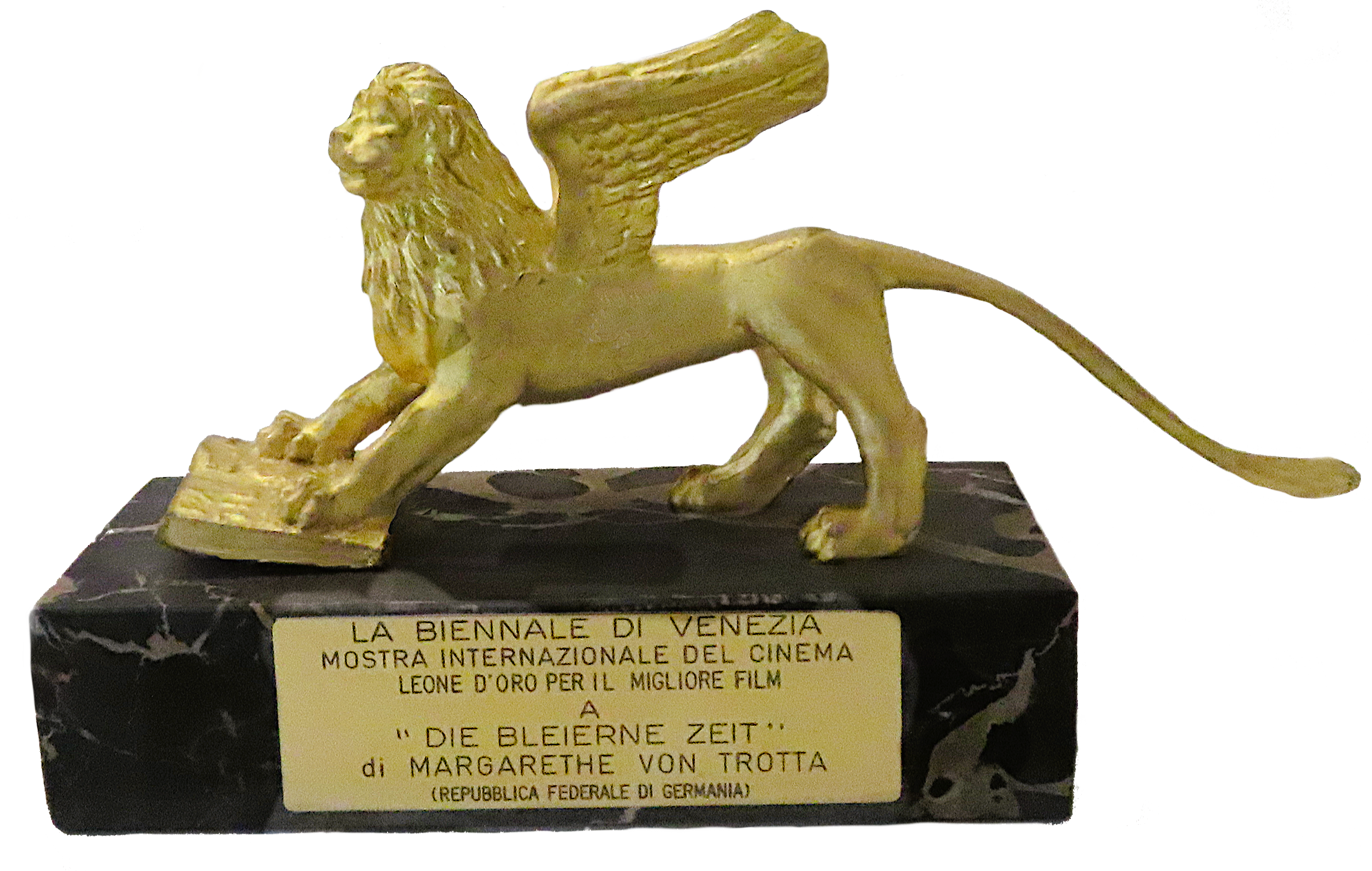
Goldener Löwe (Leone d’Oro) 1981 für Margarethe von Trottas Film Die bleierne Zeit

| Jahr | Preis                                  | Empfängerin                    | Kategorie |
| ---- | -------------------------------------- | ------------------------------ | --- |
| 1981 | Filmfestspiele von Venedig             | Margarethe von Trotta          | Goldener Löwe |
| 1981 | Filmfestspiele von Venedig             | Margarethe von Trotta          | FIPRESCI-Preis |
| 1981 | Filmfestspiele von Venedig             | Jutta Lampe und Barbara Sukowa | Goldener Phoenix als beste Darstellerinnen                                                                                         |
| 1981 | Chicago International Film Festival    | Die bleierne Zeit              | Goldener Hugo (genannt nach Hugo Gold)                                                                                             |
| 1981 | Valladolid International Film Festival | Margarethe von Trotta          | Lobende Erwähnung |
| 1982 | David di Donatello                     | Margarethe von Trotta          | Beste Regie bei einem ausländischen Film                                                                                           |
| 1982 | Deutscher Filmpreis                    | Margarethe von Trotta          | Bester Film |
| 1982 | Deutscher Filmpreis                    | Barbara Sukowa                 | Beste Darstellerin |
| 1989 | Deutscher Filmpreis                    | Margarethe von Trotta          | Sonderfilmpreis ‘40 Jahre Bundesrepublik Deutschland’ (gemeinsam mit Abschied von gestern, Die Brücke und Die Ehe der Maria Braun) |